# آنا والنتینویچ
آنـّـا والـِنتینُویچ (از خانواده لوبچیک)، زاده شده در روز ۲۴ مرداد ۱۳۰۸ ه‍.ش در شهر رُووْنـِه (Równeh) کشور لهستان و درگذشته در روز ۲۱ فروردین سال ۱۳۸۹ ه‍.ش در نزدیکی شهر سْـمولـِنسـْک (Smoleńsk) در جریان سقوط هواپیمای حامل رئیس‌جمهور لهستان و گروه همراه وی، یکی از پایه‌گذاران و فعالان اصلی اتحادیه همبستگی لهستان (Solidarność) بود. به او لقب «مادر اتحادیه همبستگی» داده‌اند.

## زندگی‌نامه
آنـّا والنتینویچ به تاریخ ۱۵ اوت ۱۹۲۹ م. (۲۴ مرداد ۱۳۰۸ ه‍.ش) در شهر روونه لهستان چشم به دنیا گشود. پدرش «یان» و مادرش «الکساندرا» نام داشتند. زمانی که در سن ۱۰ سالگی پدر و مادر خویش را از دست داد، تنها موفق به اتمام چهار کلاس «مدرسه عمومی» شده بود. از آن پس تحت سرپرستی دیگران قرارگرفت و در ۱۲ سالگی او را به ورشو منتقل کردند. بعداً از آنجا نیز نقل مکان کرده و به حوالی شهر گدانسک واقع در شمال لهستان در کنار دریای بالتیک فرستاده و به کار در مزرعه گماشته شد. سپس در یک نانوایی و بعد از آن در کارخانه تولید محصولات لبنی استخدام شد.
در ۲۱ سالگی با گذراندن یک دوره آموزش جوشکاری در کارخانه کشتی‌سازی گدانسک مشغول به کار شد. نحوه و بازدهی بالای کارش سبب شد تا به زودی در کارخانه کشتی‌سازی مشهور شده و عکسش در روزنامه‌ها چاپ شود. متعاقباً به عضویت «اتحادیه جوانان لهستان (pl: Związek Młodzieży Polskiej - ZMP)» که سازمانی وابسته به حزب کمونیست لهستان بود درآمد. اما هنوز اندکی از ثبت نامش در این اتحادیه نگذشته بود که از عضویت در آن انصراف داده و به «جمعیت زنان لهستان» پیوست و به فعالیت در زمینه حقوق زنان و کارگران روی آورد. اولین درگیری‌هایش با «اداره امنیت» در همین زمان اتفاق افتاد.
در ۲۳ سالگی تنها فرزندش که یک پسر است متولد شد، اما آنـّا تصمیم گرفت تا همچنان مجرد بماند و از ازدواج با پدر پسرش خودداری ورزید. کار سخت و شرایط دشوار کارخانه باعث بیماریش شد. عدم توانایی جسمی‌اش برای ادامه کار به عنوان یک جوشکار عاملی شد تا ادامه کارش با مشکل مواجه شود. از گرفتن بیمه ازکارافتادگی و بازنشستگی زودرس سرباز زد و در نتیجه او را به بخشی دیگر منتقل نموده و از این پس و تا زمان بازنشستگی از کار، به عنوان اپراتور جرثقیل‌های دروازه‌ای در این کارخانه به کار ادامه داد.
در سال ۱۹۶۸ م. زمانی که به نابرابری و بی عدالتی در توزیع منابع صندوق کمک به کارگران اعتراض کرد، به اخراج محکوم شد. اما همه کارگران بخش به دفاع از او برخاسته و در نتیجه مدیریت کارخانه او را در کار خود ابقا نمود. در جریان شورش‌ها و اعتراضات کارگری سال ۱۹۷۰ م. تهیه و توزیع غذا برای کارگران اعتصاب کننده را به عهده گرفت. یک سال بعد به عنوان نماینده کارگران جهت دیدار با «ادوارد گیئرک (Edward Gierek)» رهبر حزب کارگران متحد لهستان (مهم‌ترین مقام مملکتی در آن زمان) جهت طرح درخواست‌های ایشان انتخاب شد.
آنـّا طی سال‌های بعد به عنوان صدای اعتراض کارگران شناخته شد و به گسترش فعالیت خود در دفاع از حقوق کارگران ادامه داد. در سال ۱۹۷۸ م. او و تنی چند دیگر «اتحادیه آزاد کارگری» را تشکیل دادند. فعالیتش علنی بود و خانه‌اش را به محل اصلی ارتباط‌ها و دیدارهای اعضای اتحادیه تبدیل کرد. به همین سبب نیروهای اطلاعاتی عکس‌العمل نشان داده و برای مدتی او را دستگیر و به اخراج و زندان طولانی مدت تهدید کردند. سرانجام در روز ۸ اوت سال ۱۹۸۰ م، درست ۵ ماه قبل از فرارسیدن زمان بازنشستگی‌اش او را اخراج و به محرومیت از حقوق خویش محکوم کردند. این تصمیم مدیریت کارخانه، موج ناگهانی و گسترده اعتراض کارگران را برانگیخت و ۶ روز بعد به اعتصاب همه بخش‌های کارخانه و دست از کار کشیدن نزدیک به ۱۷۰۰۰ کارگر منجر شد. فهرستی از درخواست‌های کارگران آماده شد که در صدر آن بازگشت آنـّا والنتینویچ به کار قرار داشت. اقدام کارگران مسئولان و مدیران را به تسلیم واداشت و وی با کار خویش بازگشت. گرچه با بازگشتش، کارگران آماده پایان اعتصاب شده بودند، اما او آن‌ها را به پایداری تا تحقق همه خواست‌های دیگر فراخواند و اعتصاب ادامه یافت. در همین روز اتحادیه همبستگی لهستان پایه‌گذاری و فروپاشی نظام حاکم آغاز شد. حدود یک سال بعد در جریان یکی از سفرهای او برای ایجاد انسجام بین کارگران سراسر کشور، مأموران اطلاعاتی اقدام به مسموم کردنش با دارو نمودند که با فاش شدن آن در اجرای نقشه خویش ناکام ماندند (سی سال بعد دادگاهی برای محاکمه ۳ عامل این اقدام در ورشو تشکیل شد).
آنـّا والنتینویچ در زمان حکومت نظامی دستگیر شد و در ماه مارس سال ۱۹۸۳ م. به اتهام اقدام علیه امنیت ملی و سازماندهی اعتصاب کارگران محاکمه و به ۱٫۵ سال حبس تعلیقی محکوم گردید. لخ والنسا نیز در این دادگاه حضور داشت. علی‌رغم حکم دادگاه، او بر دامنه فعالیت سیاسی‌اش افزود و مجدداً در دسامبر همان سال دستگیر و زندانی شد. به دلیل وخامت حالش و بیماری شدیدش، ۵ ماه بعد وی را همراه با یکی دیگر از همفکرانش «اِوا توماشفسکی (Ewa Tomaszewski)» آزاد کردند.
به‌دنبال ترور یکی از کشیشان برجسته (Jerzy Popiełuszko) توسط نیروهای اطلاعاتی رژیم، مردم را به تجمع در یکی از کلیساها واقع در شهر کراکوف و اعلام اعتصاب غذا دعوت نمود که با استقبال زیادی مواجه شد. در همین زمان به انتقاد از هسته مرکزی اتحادیه همبستگی که حالا بیشتر گرد لخ والنسا حلقه زده بودند پرداخت. آنـّا والنتینویچ، ابتدا والنسا را به همکاری با سرویس‌های امنیتی و سپس در جریان مذاکرات معروف به «میز گرد» که به سقوط حکومت انجامید به سازشکاری و اهمال در دفاع از حقوق مردم متهم کرد. در نتیجه، در این برهه از حیات جنبش همبستگی لهستان، اتحادیه همبستگی به دو بخش اصلی تبدیل شد: بخشی که با لخ والنسا همراه شدند و بخشی دیگر که آنـّا والنتینویچ و آندژی گویَزدا (Andrzej Gwiazda) نمایندگان آن گشتند. به همین دلیل، بعد از تحولات سال ۱۹۸۹م؛ و سقوط رژیم استبدادی، آنـّا هرگز به جرگه سیاستمداران نپیوست و از همه احزابی که از درون «اتحادیه همبستگی» پا گرفته و ایجاد شدند دوری گزید. تنها در سال ۱۹۹۳م؛ و به اصرار یارانش کاندید نمایندگی مجلس شورای لهستان شد که رای کافی نیاورد. در سال ۱۹۹۵م. نامه سرگشاده معروفی به لخ والنسا نوشت و از سیاست‌های او شدیداً انتفاد کرد.
کناره‌گیری از سیاست‌مداران البته او را از سیاست دور نساخت. وقتی که در سال ۲۰۰۰ م. عنوان شهروند افتخاری گدانسک را به او دادند، به نشانه اعتراض از پذیرفتن جایزه خودداری نمود. اعتراضاتش بیشتر نسبت به عدم مجازات عوامل رژیم سابق، در دست گرفتن مجدد نهادهای قدرت و ثروت توسط همان عوامل و روند نفوذ سرمایه‌داری در کشور و فقر و بی‌عدالتی مربوط می‌شدند. در یک حرکت اعتراضی و نمایشی دیگر از دادگاه تقاضای پرداخت غرامت به دلیل تعقیب و زندان و همه آنچه که در دوران قبلی از دست داده بود کرد. در سال ۲۰۰۵م. دادگاه به دلیل «گذشت زمان زیاد از موضوع مورد ادعا»، شکایت او را رد کرد. اندکی بعد زمانی که نخست‌وزیر وقت مارک بلکا (Marek Belka) دستور پرداخت «بازنشستگی ویژه» برای آنـّا والنتینویچ را صادر نمود علی‌رغم مشکلات مالی و وضع دشوار معیشتی، از پذیرفتن آن نیز سرباز زد. اما مجدداً با درخواست تجدید نظر شکایت خود را به دادگاه برد. این بار دادگاه رای به پرداخت ۷۰۰۰۰ زلوتی به او داد. گرچه موفق شده بود، اما از گرفتن این مبلغ نیز خودداری نمود.
در سال ۲۰۰۶ میلادی انستیتوی حافظه ملی لهستان اسنادی را منتشر کرد که نشان می‌داد مجموعاً بیش از ۱۰۰ مأمور مخفی اطلاعاتی رژیم سابق در تعقیب و شنود و زیر نظرگرفتن آنـّا همکاری داشته‌اند و همچنین چگونه نقشه ترور او را ریخته بودند.
آنـّا والنتینویچ در جریان سقوط هواپیمای حامل رئیس‌جمهور لهستان لخ کاچینسکی (Lech Kaczyński) و هیئت همراه وی که برای شرکت در مراسم هفتادمین سالگرد اعدام بیش از ۲۲۰۰۰ هزار نفر از افسران و ارتشیان لهستان توسط ارتش اتحاد جماهیر شوروی سوسیالیستی در کاتین (Katyń) به سوی شهر سمولنسک پرواز کرده بودند در سن ۸۱ سالگی کشته و در قبرستانی در شهر گدانسک به خاک سپرده شد.
زندگی آنـّا والنتینویچ و فعالیت‌های سیاسی او در بخشی از فیلم مردی از فولاد آندژی (آندره) وایدا به تصویر کشیده شده‌است. چهار فیلم مستند ساخت لهستان، روسیه و ایتالیا نیز به داستان زندگی و مبارزات او پرداخته‌اند. همچنین شخصیت اصلی فیلم اعتصاب ساخته Volkera Schlöndorffa (۲۰۰۷ م) نیز بر پایه شخصیت آنـّا والنتینویچ شکل داده شده‌است. تاکنون چند کتاب هم در روایت زندگی‌نامه آنـّا والنتینویچ منتشر شده‌اند.

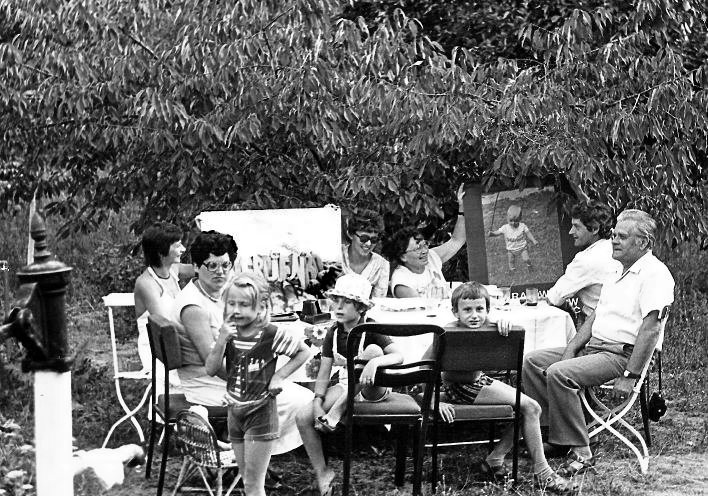
همراه با پسرش و پرچم اتحادیه همبستگی - ۱۹۸۲ م.
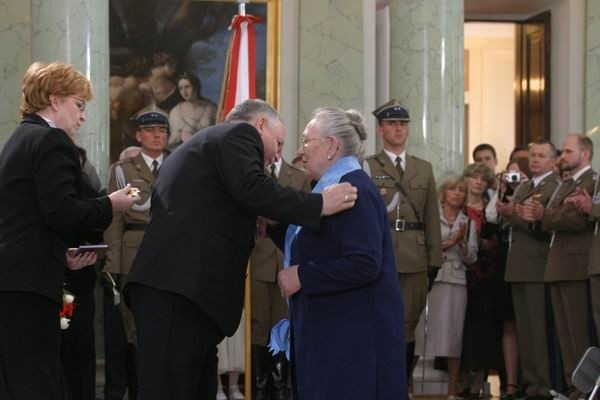
به هنگام دریافت مدال عقاب سفید از رئیس جمهور
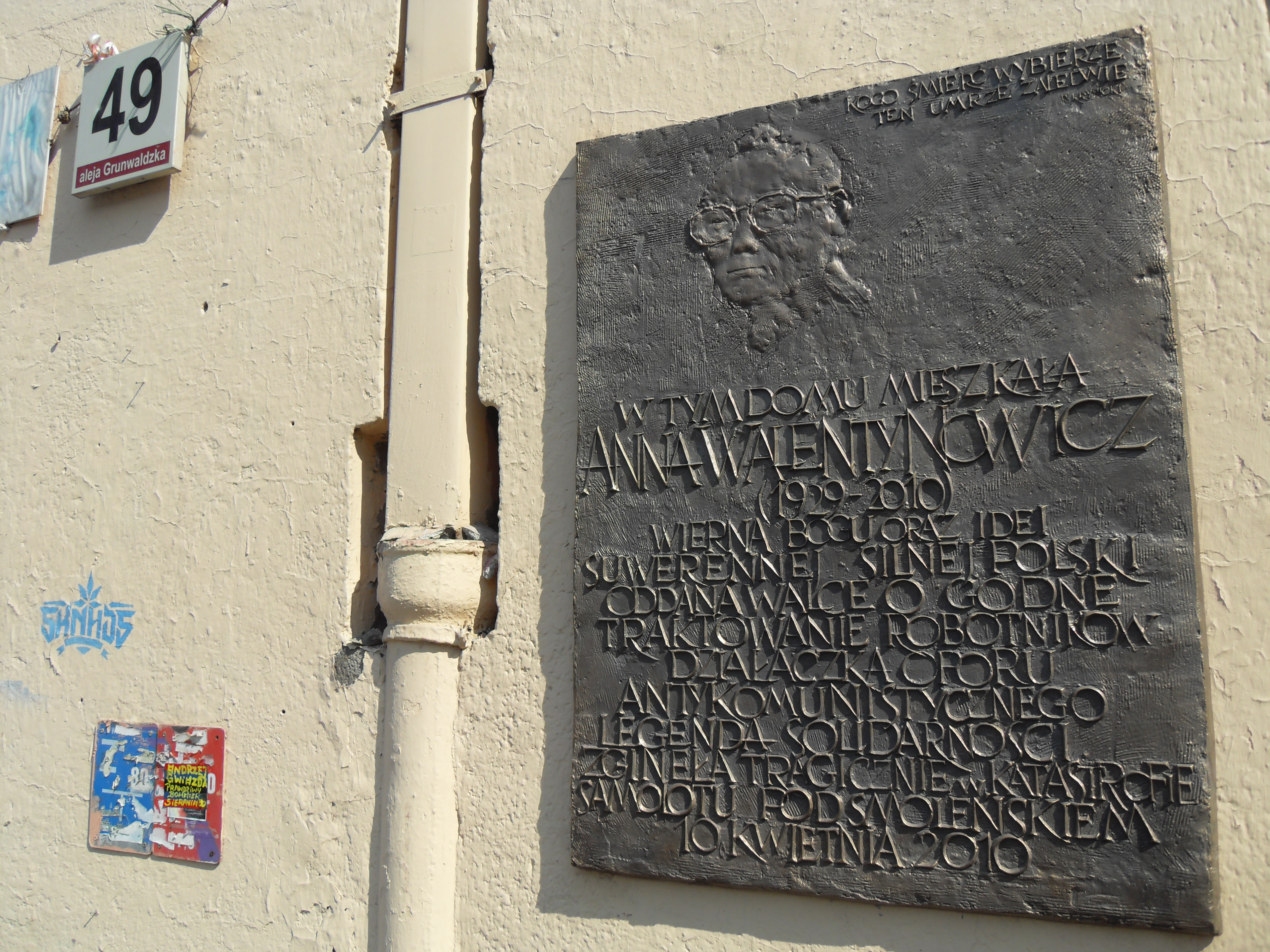
تابلوی یادبود بر سر در خانه‌اش
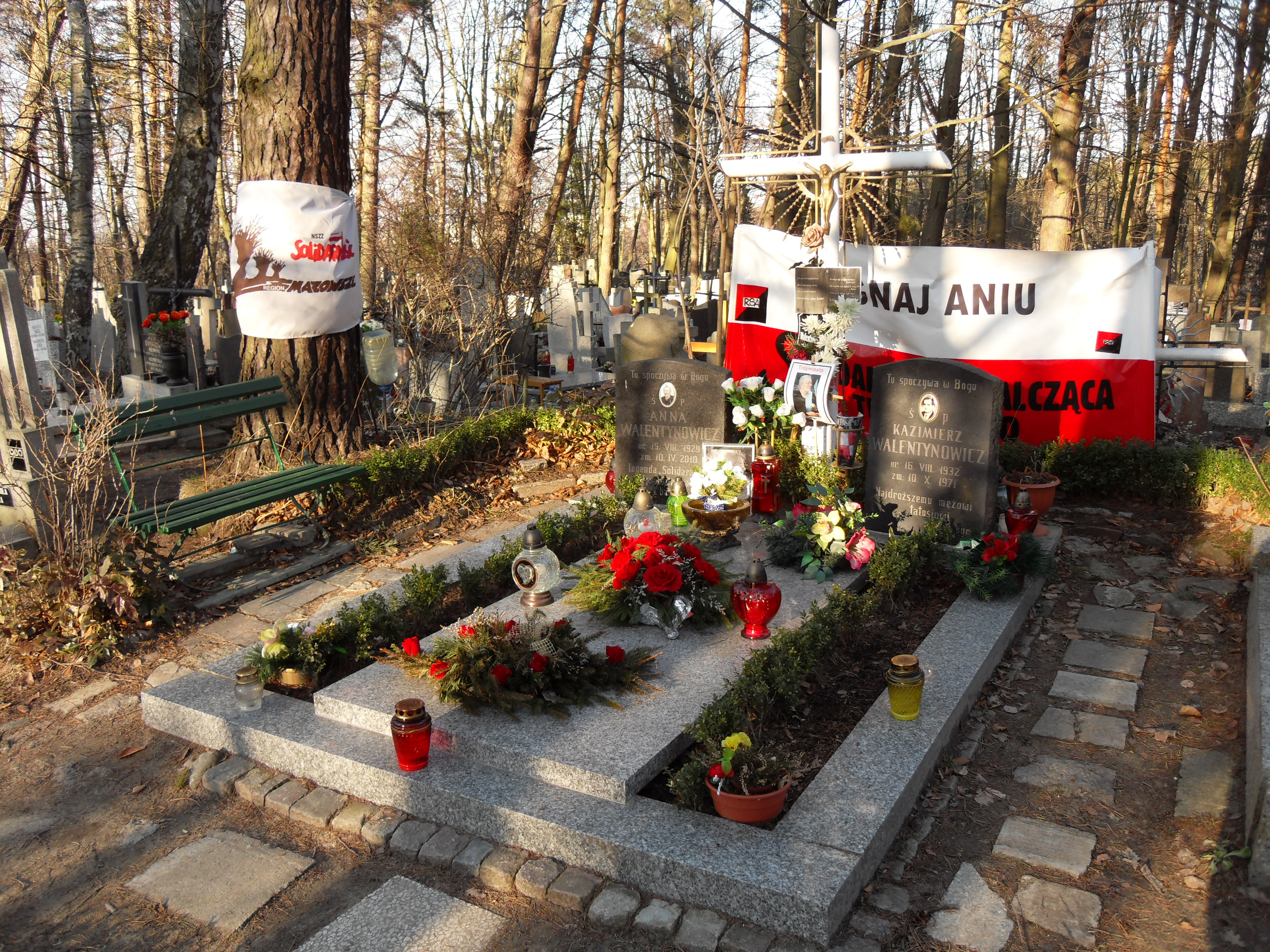
مزار آنا والنتینویچ در گدانسک